# Spinimegopis cingalensis
Spinimegopis cingalensis är en skalbaggsart som först beskrevs av White 1853.  Spinimegopis cingalensis ingår i släktet Spinimegopis och familjen långhorningar.
Artens utbredningsområde är Sri Lanka. Inga underarter finns listade i Catalogue of Life.